# Nuklearna tehnologija
Nuklearna tehnologija koristi nuklearne reakcije atomskih jezgara. Među najznačajnije nuklearne tehnologije spadaju nuklearni reaktori, nuklearna medicina i nuklearno oružje. Također se između ostalog, koristi i kod detektora dima i nišana.

## Povijest i znanstvena pozadina
Velika većina prirodnih fenomena na Zemlji uključuje samo gravitaciju i elektromagnetizam, a ne nuklearne reakcije. Razlog tome je što se atomske jezgre uglavnom drže odvojeno, te se odbijaju zbog pozitivnog električnog naboja.
Godine 1896. Henri Becquerel otkrio je novi fenomen radioaktivnost, proučavajući fosforescenciju uranijevih soli. Zajedno sa Pierreom i Mariom Curie počeo je istraživati taj fenomen. Pritom su izolirali visokoradioaktivni kemijski element radij. Otkrili su da radioaktivni materijali proizvode tri različite vrste intenzivnih prodornih zraka, koje su nazvali alfa, beta i gama zrake. Neke od ovih vrsta zračenja mogu proći kroz običnu materiju, a sve vrste štetne su u velikim količinama. Svi rani istraživači zadobili su razne opekotine nastale zračenjem, ali nisu puno marili za to.
Novi fenomen radioaktivnosti preuzeli su proizvođači nadriljekarskih preparata, te su predstavljeni i brojni patentni lijekovi. Postepeno se došlo do zaključka da takvi lijekovi, čak i u malim dozama, uzrokuju opekotine koje bi mogle predstavljati dugoročniju opasnost. Mnogi znanstvenici koji su se bavili radioaktivnošću umrli su od karcinoma uslijed izloženosti radijaciji. Radioaktivni lijekovi, tj. patenti, uglavnom su nestali, ali se primjena radioaktivnih materijala zadržala sve do danas, poput korištenja soli radija za proizvodnju svjetlećih brojčanika na brojilima.
Kako je atomska nauka uznapredovala, priroda radioaktivnosti postajala je sve jasnija. Neke veće atomske jezgre nestabilne su i zato se raspadaju nakon slučajnog intervala oslobađajući materiju i energiju. Tri oblika zračenja koja su otkrili Becquerel i Curie također su bolje razumljivi. Alfa raspad događa se kada jezgra oslobađa alfa česticu, koju čine dva protona i dva neutrona, što je jednako helijevoj jezgri. Beta raspad predstavlja oslobađanje beta čestice, visokoenergetskog elektrona. Gama raspad oslobađa gama zrake koje, za razliku od alfa i beta zračenja, nisu materija nego vrlo visokofrekventno zračenje, a samim time i energija. Ova vrsta zračenja najteže se blokira i najopasnija je. Sve tri vrste zračenja prirodno se javljaju u određenim kemijskim elementima.
Također je postalo jasno da je krajnji izvor većine zemaljske energije nuklearan, bilo to kroz sunčanu radijaciju uzrokovanu zvjezdanim termonuklearnim reakcijama ili radioaktivnim raspadom uranija unutar Zemlje, glavni izvor geotermalne energije.

## Nuklearna fizija
U prirodnom nuklearnom zračenju nusproizvodi su vrlo mali u odnosu na jezgre iz kojih potječu. Nuklearna fisija je proces cijepanja jezgra na približno jednake dijelove kroz oslobađanje energije i neutrona tijekom tog postupka. Ako ove neutrone privuče neki drugi nestabilni nukleus, oni se opet mogu dijeliti, što rezultira lančanom reakcijom. Prosječan broj neutrona oslobođenih po jezgri koji nastaju fisijom druge jezgre označava se sa k. Vrijednosti k veće od 1 znače da reakcija cijepanja oslobađa više neutrona nego što apsorbira, te se zbog toga naziva samoodrživom lančanom reakcijom. Masa dovoljno velikog fizilnog materijala prikladne konfiguracije da izazove samoodrživu lančanu reakciju naziva se kritična masa.
Kada neutron uhvati prikladna jezgra, može se odmah dogoditi fizija ili jezgra može kratko trajati u nestabilnom stanju. Ako postoji dovoljno trenutnih raspada za nastavak lančane reakcije, a masa je brzo kritična, energija će se oslobađati brzo i nekontrolirano, što obično dovodi do eksplozije. Kada je to otkriveno uoči Drugog svjetskog rata, mnoge zemlje su započele istraživati mogućnost konstruiranja atomske bombe, oružja koje bi koristilo reakcije cijepanja kako bi stvorili daleko više energije nego što je to moguće kemijskim eksplozivima. Projekt Manhattan, koji su vodile Sjedinjene Države uz pomoć Ujedinjenog Kraljevstva i Kanade, razvio je višestruka fizijska oružja koja su korištena protiv Japana 1945. u Hirošimi i Nagasakiju. Tokom projekta razvijeni su i prvi fizijski reaktori, iako su prvenstveno bili za proizvodnju oružja i nisu proizvodili električnu energiju.
Godine 1951. prva nuklearna fizijska elektrana proizvela je električnu struju u Eksperimentalnom-uzgajivačkom reaktoru br. 1 (EBR-1), u Arcou, Idaho, čime započinje "atomsko doba", koje karakteriše intenzivnije korištenje nuklearne energije.
Ako je masa kritična samo kad su uključeni zadržani neutroni, tada se reakcija može kontrolirati; npr. uvođenjem ili uklanjanjem apsorbera neutrona. To omogućava izgradnju nuklearnih reaktora. Brzi neutroni jezgra ne mogu se lako uhvatiti, tj. moraju se usporiti, uglavnom sudaranjem s jezgrama neutronskog moderatora, prije nego što se zarobe. Danas se ova vrsta fizije obično koristi za proizvodnju električne energije.

## Nuklearna fuzija
Ako se jezgre prisile na sudar, ona mogu podleći nuklearnoj fuziji. Ovaj postupak može osloboditi ili apsorbirati energiju. Kada je rezultirajuća jezgra lakše od željeza, energija se normalno oslobađa; kada je jezgra teža od željeza, energija se općenito apsorbira. Ovaj proces fuzije događa se u zvijezdama koje energiju dobivaju iz vodika i helija. Kroz zvjezdanu nukleosintezu čine lagane elemente (od litija do kalcija), kao i neke teške elemente (izvan željeza i nikla, putem S-procesa). Preostali broj teških elemenata, od nikla do urana i šire, posljedica je nukleosinteze supernove, R-procesa.
Ovi astrofizički prirodni procesi nisu primjeri nuklearne "tehnologije". Zbog vrlo jakog odbijanja jezgara, fuzija se teško postiže na kontroliran način. Hidrogenske bombe dobivaju svoju ogromnu destruktivnu snagu od fuzije, ali je nemoguće kontrolirati njihovu energiju. Kontrolirana fuzija postiže se u akceleratorima čestica, koji su korišteni za formiranje sintetičkih elemenata. Također, fuzor može proizvoditi kontroliranu fuziju i koristan je izvor neutrona. Međutim, i jedan i drugi uređaj rade s neto gubitkom energije. Kontrolirana, održiva fuzijska snaga pokazala se nedostižnom, usprkos svemu. Tehničke i teorijske poteškoće omele su razvoj funkcionalne civilne tehnologije fuzije. Istraživanja nisu prestala, i dalje su aktualna i nastavljaju se širom svijeta.
Nuklearna fuzija isprva se provodila samo u teoretskim fazama tijekom Drugog svjetskog rata, kada su je znanstvenici s projekta Manhattan (pod vodstvom Edwarda Tellera) istraživali kao metodu za konstruiranje bombe. Projekt je napustio fuziju nakon što se došlo do zaključka da će za detonaciju biti potrebna reakcija cijepanja. Do 1952. godine trebalo je da se aktivira prva punjena hidrogenska bomba. Fuzijske reakcije puno su energičnije po jedinici mase goriva od reakcija fizije, ali pokretanje lančane reakcije fuzije puno je teže.

## Nuklearna oružja
Nuklearno oružje je eksplozivni uređaj koji svoju razornu silu dobiva iz nuklearnih reakcija (fizija ili kombinacija fizija-fuzija). Obje reakcije oslobađaju ogromne količine energije iz relativno malih količina materije. Čak i mali nuklearni uređaju mogu uništiti grad eksplozijom, vatrom i zračenjem. Nuklearno oružje smatra se oružjem za masovno uništenje, a njegova upotreba i kontrola glavni su aspekt međunarodne politike još od njegovog nastanka.
Dizajn nuklearnog oružja složeniji je nego što možda izgleda. Oružje poput nuklearnog trebalo bi sadržavati jednu ili više potkritičnih fizibilnih masa stabilnih za primjenu, a zatim bi trebalo indukirati kritičnu masu potrebnu za detonaciju. Također, prilično je teško osigurati da takva lančana reakcija potroši značajniji dio goriva prije nego što se uređaj rasprsne. Nabavka potrebnog goriva je također teža nego što se čini, jer se dovoljno nestabilne materije za ovaj proces trenutno ne nalazi na Zemlji u odgovarajućim količinama.
Jedan izotop urana (uran-235) prirodno se javlja i dovoljno je nestabilan, ali se uvijek nađe pomiješan sa stabilnijim izotopom (uranom-238). Uran-238 čini više od 99% težine prirodnog urana. Stoga se za izoliranje urana-235 mora provesti neka metoda razdvajanja izotopa koja se temelji na težini tri neutrona.
Alternativa uranu je element plutonij koji posjeduje dovoljno nestabilan izotop da bi ovaj postupak bio upotrebljiv. Međutim, plutonij se trenutno ne pojavljuje u prirodi u dovoljnim količinama za takvu upotrebu, pa se mora proizvoditi u nuklearnom reaktoru.